# Marry Me (série télévisée)
Pour les articles homonymes, voir Marry Me.
Marry Me est une série télévisée américaine en 18 épisodes de 22 minutes créée par David Caspe, dont seuls quatorze épisodes ont été diffusés du 14 octobre 2014, au 17 février 2015 sur le réseau NBC et depuis le 17 octobre 2014 sur le réseau Global au Canada. Les quatre épisodes restant ont été diffusés au Royaume-Uni en avril et mai 2015.
Cette série est inédite dans tous les pays francophones.

## Distribution

### Acteurs principaux
- Casey Wilson : Annie
- Ken Marino : Jake Schuffman
- John Gemberling (en) : Gil
- Sarah Wright : Dennah
- Tymberlee Hill (en) : Kay
- Dan Bucatinsky : Kevin 2
- Tim Meadows : Kevin 1

### Acteurs récurrents
- JoBeth Williams : Myrna Schuffman (4 épisodes)
- Danielle Schneider (en) : Cassie (4 épisodes)
- Ana Ortiz : Hailey (4 épisodes)

### Invités
- Rob Huebel (en) : Wes (épisodes 1, 8 et 12)
- Steve Wiebe : Daniel (épisode 1)
- Kimmy Robertson : Hostess (épisode 1)
- Jessica St. Clair : Derrick (épisodes 3, 12 et 18)
- Stephen Guarino (en) : Derrick (de Happy Endings) (épisode 3)
- Hana Mae Lee : Fantasia Yang (épisode 4)
- Nat Faxon : Scooby (épisode 7)
- Briana Venskus : Linda (épisode 8)
- Crista Flanagan (en) : Libby (épisodes 9 et 11)
- John Ross Bowie : What's-His-Name (épisode 9)
- Natasha Leggero (en) : Laguna Matata (épisode 10)
- Rob Riggle : Gary Bric (épisode 10)
- Jerry O'Connell : Daniel (épisodes 11 et 18)
- Steve Little (en) : Gut Boy (épisodes 11 et 18)
- Matthew Del Negro : Peter (épisode 13)
- Michaela Watkins : Janet (épisode 14)
- Sam Lloyd : Hank (épisode 14)
- Elizabeth Ho : Brianna (épisode 14)
- Jim Piddock : Charles (épisode 15)
- Nia Vardalos : Pam (épisode 16)
- Jackie Sandler : Fake Pam (épisode 16)
- Marianne Muellerleile : Referee (épisode 16)
- Ryan Hansen : Lee (épisode 17)
- Allyce Beasley : Sissy (épisode 17)
- June Diane Raphael : Molly (épisode 18)

## Production
Le projet début en août 2013. Le 8 janvier 2014, NBC commande officiellement le pilote,.
Le casting débute à la fin janvier, dans cet ordre : Casey Wilson, Ken Marino, John Gemberling (en), Tim Meadows, Sarah Wright et Tymberlee Hill (en) et Dan Bucatinsky. JoBeth Williams décroche un rôle récurrent.
Le 6 mai 2014, le réseau NBC annonce officiellement après le visionnage du pilote, la commande du projet de série,, et cinq jours plus tard lors es Upfronts, place la série dans la case du mardi soir à l'automne.
Parmi les invités annoncés : Nat Faxon, Jerry O'Connell, Nia Vardalos, Rob Riggle, Ana Ortiz et Ryan Hansen.
Le 5 novembre 2014, NBC commande cinq épisodes supplémentaires portant la saison à dix-huit épisodes,.
Le 8 mai 2015, la série est officiellement annulée, laissant quatre épisodes inédits.

## Épisodes
| №  | Titre         | Réalisation               | Scénario                                       | Première diffusion | Audience (millions) |
| -- | ------------- | ------------------------- | ---------------------------------------------- | ------------------ | ------------------- |
| 1  | Pilot         | Seth Gordon               | David Caspe (en)                               | 14 octobre 2014    | 7,54                |
| 2  | Move Me       | Seth Gordon               | David Caspe et Erik Sommers                    | 21 octobre 2014    | 5,61                |
| 3  | Scary Me      | Roger Kumble              | Jackie Clarke                                  | 28 octobre 2014    | 5,06                |
| 4  | Annicurser-Me | Robert B. Weide (en)      | Jordan Cahan                                   | 4 novembre 2014    | 4,54                |
| 5  | Thank Me      | Rob Greenberg (en)        | Andrew Guest (en)                              | 18 novembre 2014   | 5,02                |
| 6  | Burges Me     | Fred Savage               | Andrew Guest                                   | 25 novembre 2014   | 3,47                |
| 7  | Win Me        | Jay Chandrasekhar         | Dannah Phirman (en) et Danielle Schneider (en) | 2 décembre 2014    | 4,65                |
| 8  | Stand by Me   | Reginald Hudlin           | Daniel Libman et Matthew Libman                | 9 décembre 2014    | 4,64                |
| 9  | Test Me       | Seth Gordon               | Erica Rivinoja                                 | 6 janvier 2015     | 2,06                |
| 10 | Spoil Me      | Rebecca Asher             | Jordan Cahan, Daniel Libman et Matthew Libman  | 13 janvier 2015    | 2,18                |
| 11 | Friend Me     | Fred Goss (en)            | Erik Sommers                                   | 27 janvier 2015    | 2,26                |
| 12 | F Me          | Ruben Fleischer           | Dannah Phirman et Danielle Schneider           | 3 février 2015     | 2,14                |
| 13 | Change Me     | Reginald Hudlin           | Erica Rivinoja                                 | 10 février 2015    | 2,18                |
| 14 | Dead Me       | Beth McCarthy-Miller (en) | Vicky Luu et Bridget Kyle                      | 17 février 2015    | 2,08                |
| 15 | Date Me       | Rawson Marshall Thurber   | Erica Rivinoja                                 | 23 avril 2015      |                     |
| 16 | Mom Me        | Beth McCarthy-Miller      | Jackie Clarke                                  | 30 avril 2015      |                     |
| 17 | Wake Me       | Fred Goss                 | Matthew Libman et Daniel Libman                | 7 mai 2015         |                     |
| 18 | Surprise Me   | Rebecca Asher             | Andrew Guest et Jordan Cahan                   | 14 mai 2015        |                     |

## Audiences

### Aux États-Unis
Le 14 octobre 2014, NBC diffuse l'épisode pilote qui s'effectue devant 7,54 millions de téléspectateurs avec un taux de 2,3 % sur les 18/49 ans soit un lancement correct.